# Schizoretepora robusta
Schizoretepora robusta är en mossdjursart som beskrevs av Hayward 2000. Schizoretepora robusta ingår i släktet Schizoretepora och familjen Phidoloporidae. Inga underarter finns listade i Catalogue of Life.